# Cerapachys humicola
Cerapachys humicola é uma espécie de formiga do gênero Cerapachys.